# Gongylidium soror
Gongylidium soror là một loài nhện trong họ Linyphiidae.
Loài này thuộc chi Gongylidium. Gongylidium soror được Konrad Thaler miêu tả năm 1993.